# Latin Kings
Els Almighty Latin King and Queen Nation (ALKQN, ALKN, LKN) són una banda de carrer hispana dels Estats Units. Es va originar el 1954 a Chicago, Illinois. L'organització es va estendre per tot els Estats Units, i als anys 70 va començar a ser dominada per persones implicades en activitats il·legals, principalment en xarxes de narcotràfic.
Els membres d'aquest grup s'identifiquen amb el color daurat (o groc) i negre, corones de cinc puntes o les sigles ALKQN (Almighty Latin King and Queen Nation, «La totpoderosa nació dels reis i reines llatins», en anglès). Alguns d'ells porten corones tatuades al seu cos. Solen enfrontar-se amb una altra banda, d'origen porto-riqueny, els Ñetas.
Per entrar, és habitual que els sotmetin a alguna prova, com la de suportar una pallissa propinada per la resta del grup o aconseguir una determinada quantitat de diners, normalment robant-lo.
Aquesta banda a més de ser presents en algunes zones dels EUA, també actuen a Llatinoamèrica i Espanya. Als EUA els seus integrants són sobretot porto-riquenys; encara que a Espanya aquesta banda es compon majoritàriament d'equatorians, dominicans i colombians.
A Catalunya l'organització, seguint la proposta de l'ajuntament de Barcelona i abandonant els ritus violents, s'ha adaptat a la vigent legislació elaborant un estatut amb la col·laboració d'un grup de juristes i estudiosos i ha estat declarada associació legal sota el nom "Associació Cultural de Reis i Reines Llatins de Catalunya" l'agost del 2006. A la resta d'Espanya continua sent una organització il·lícita, perseguida per la policia.